# Parornix tenella
Parornix tenella là một loài bướm đêm thuộc họ Gracillariidae. Nó được tìm thấy ở Áo, Croatia, Cộng hòa Séc, Hungary, Sicilia, mainland Ý, România, Slovakia, Tây Ban Nha và Ukraina.